# Athroismeae
Athroismeae es una tribu perteneciente a la subfamilia Asteroideae de la familia Asteraceae.

## Características
Esta pequeña tribu fue creada por José L. Panero recientemente como consecuencia de estudios moleculares.

## Géneros
La tribu Athroismeae comprende 3 subtribus, 7 géneros y unas 60 especies.

### SubtribuAnisopappinae
Comprende 3 géneros y unas 22 especies:
- Anisopappus  Hook. & Arn.  (20 spp.)
- Cardosoa   S. Ortiz & Paiva, 2010  (1 sp.)
- Welwitschiella   O.Hoffm., 1894  (1 sp.)

### SubtribuAthroisminae
Comprende 3 géneros y 28 especies:
- Athroisma  DC., 1833  (12 spp.)
- Blepharispermum Wight ex DC., 1834  (15 spp.)
- Leucoblepharis   Arnott, 1838  (1 sp.)

### SubtribuCentipedinae
Comprende 1 género y 11 especies:
- Centipeda  Lour., 1790 (11 spp.)